# 蘭佩茨巴赫河

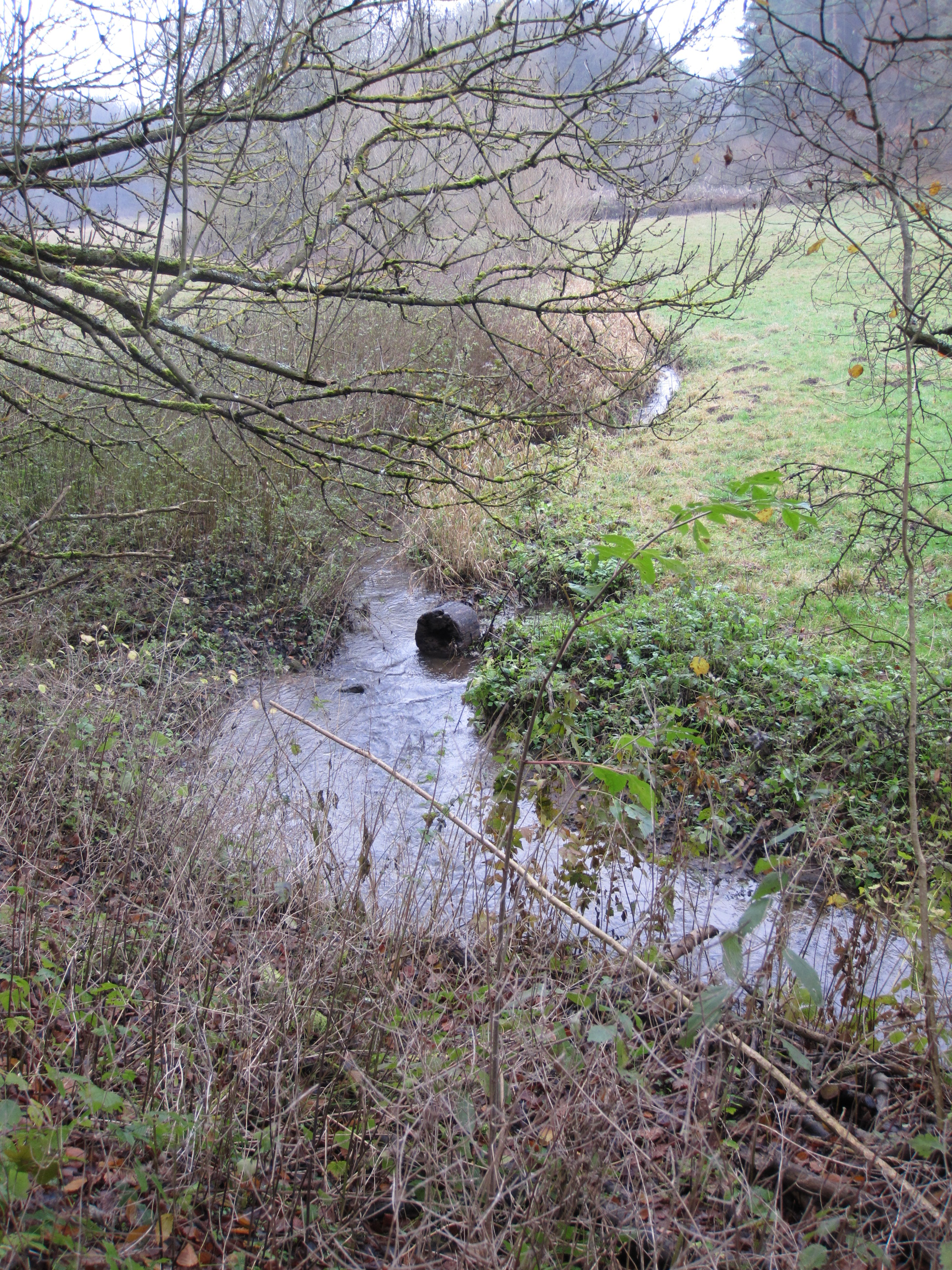

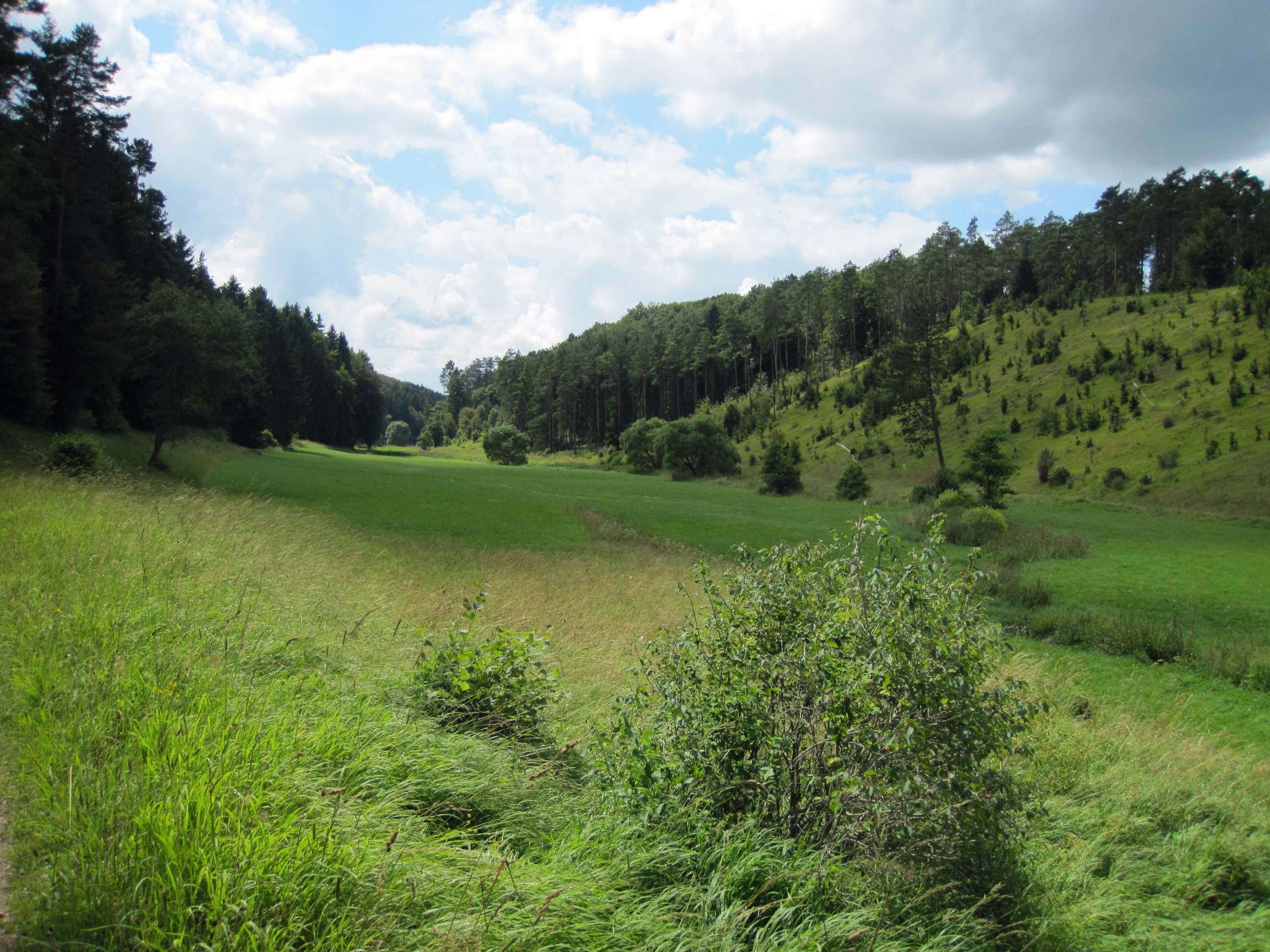

50°23′26″N 6°43′10″E / 50.390681°N 6.719398°E
蘭佩茨巴赫河（德語：Lampertsbach），是德國的河流，位於該國西部，流經北萊茵-威斯特法倫州和萊茵蘭-普法爾茨州，屬於阿爾河的右支流，河道全長9.5公里，流域面積28.1平方公里。